# George (gmina)
George – gmina w Republice Południowej Afryki, w Prowincji Przylądkowej Zachodniej, w dystrykcie Eden. Siedzibą administracyjną gminy jest George.